# Discurso de Ratisbona

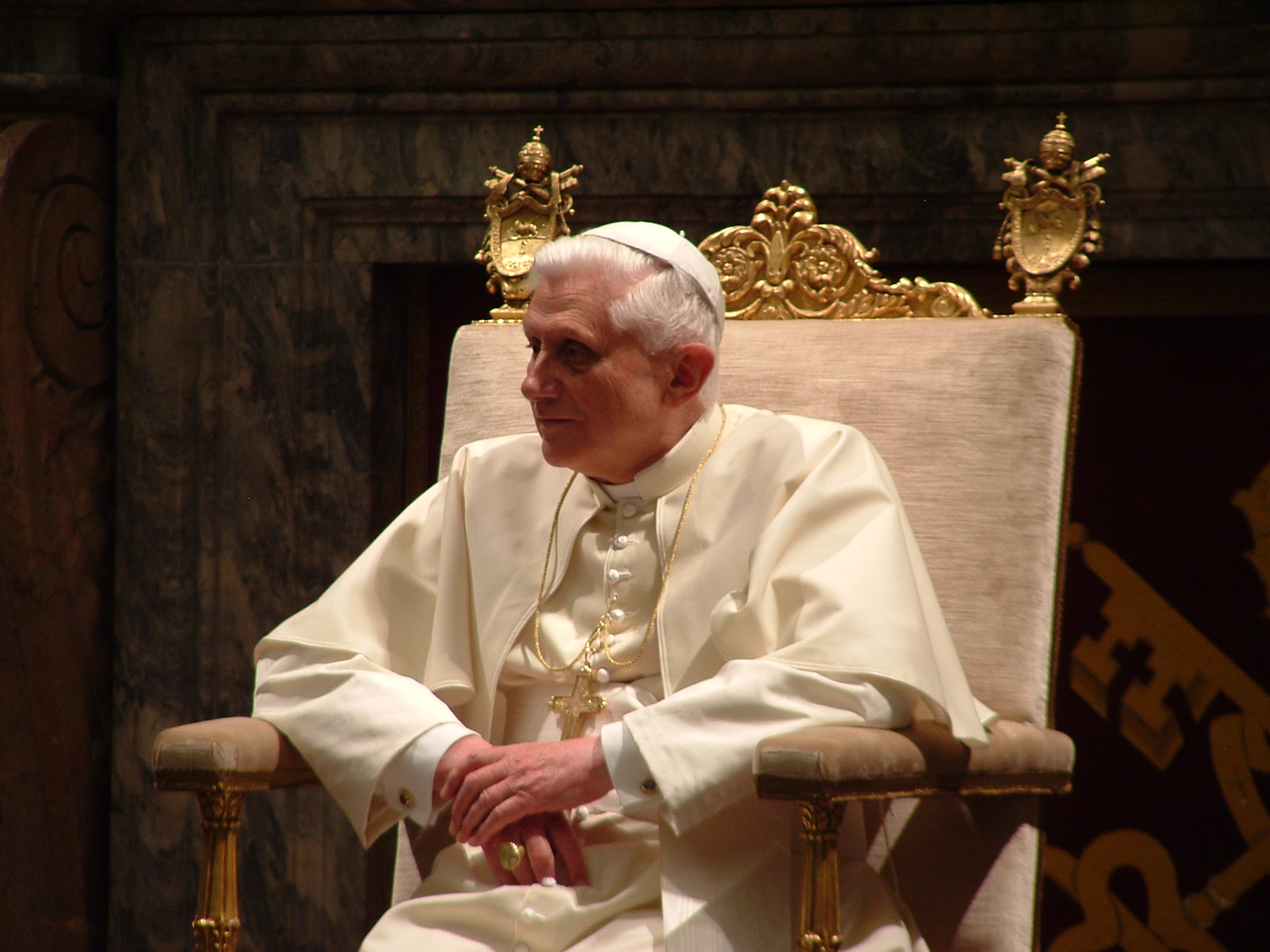
El papa Benedicto XVI (20 de enero de 2006).

Con el nombre de discurso de Ratisbona se hace referencia a una conferencia pronunciada por el papa Benedicto XVI el 12 de septiembre de 2006 en la Universidad de Ratisbona (Alemania), en donde fuera profesor de teología, con el título «Fe, razón y la universidad: recuerdos y reflexiones».
En el discurso, el pontífice reflexionó sobre el encuentro entre la fe y la razón a partir de la llegada del cristianismo al contexto de la filosofía helénica, ocurrida en el siglo I. Sin embargo, el principal motivo de la repercusión que alcanzó su discurso fue la citación —marginal respecto al conjunto de la conferencia— de un diálogo que el emperador bizantino Manuel II Paleólogo mantuvo con un persa culto sobre el cristianismo y el islam, y sobre la verdad de ambos, donde se apuntaba la relación entre violencia e islam. En un momento de dicha discusión, citada por el papa, el emperador se dirige a su interlocutor («con una brusquedad que nos sorprende, brusquedad que para nosotros resulta inaceptable», señala Benedicto XVI) diciendo:

Muéstrame también lo que Mahoma ha traído de nuevo, y encontrarás solamente cosas malas e inhumanas, como su disposición de difundir por medio de la espada la fe que predicaba.

El discurso, que estaba dirigido a un público académico, levantó reacciones airadas y conflictos diplomáticos a raíz de dicho párrafo, que fue sacado de contexto y divulgado inicialmente por la cadena árabe de noticias Al-Yazira, antes de que fuese traducido, amplificándose a su vez a través de otros medios sin que se hiciese una exégesis o una aclaración completa del contexto en el que se encontraba la cita.
Debido a los malentendidos surgidos, el papa aportó a la redacción final del discurso varias notas aclaratorias. En una de ellas, Benedicto XVI lamentó que el párrafo citado del emperador Manuel II hubiese sido considerado en el mundo musulmán como expresión de su propia posición personal.

## El discurso

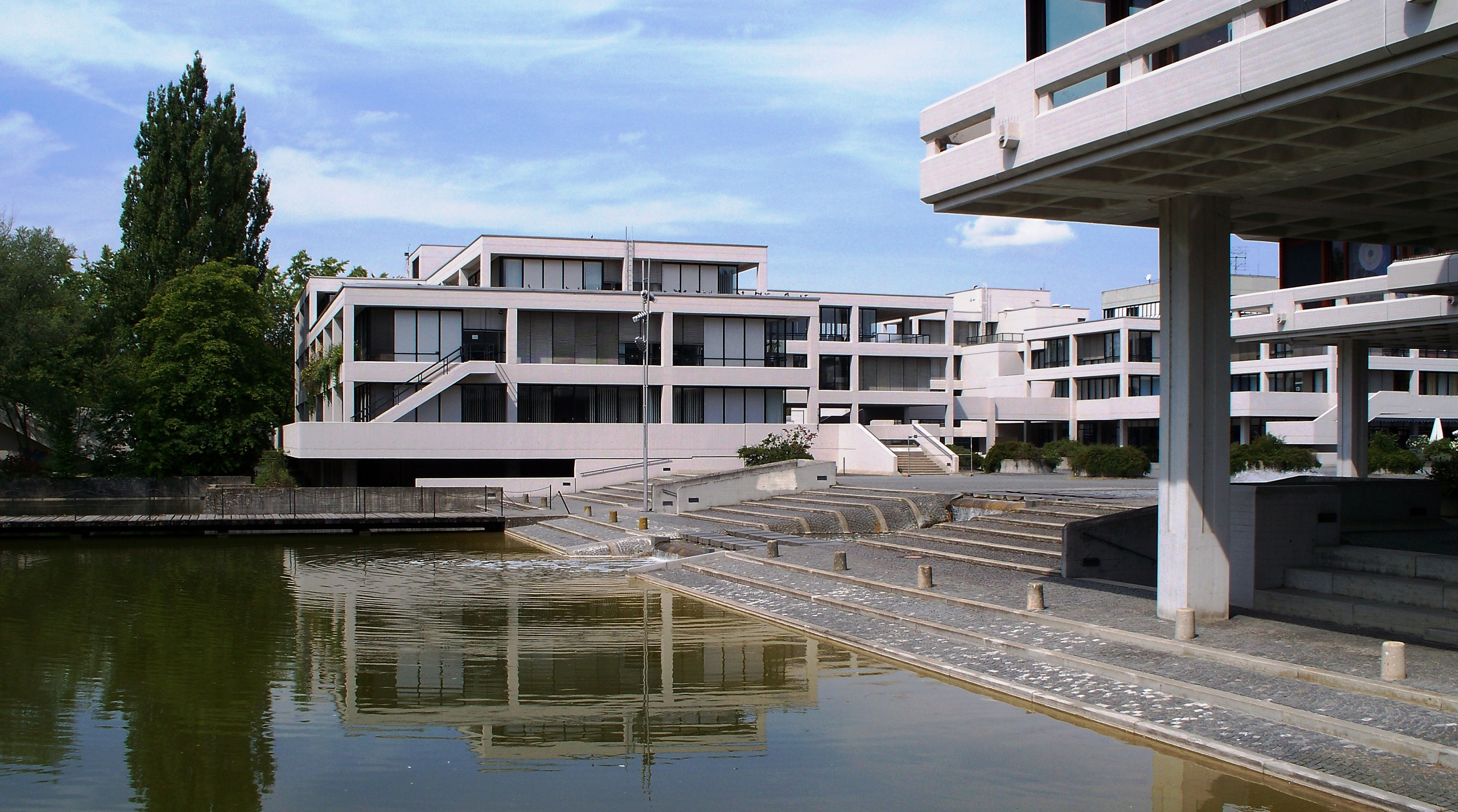
Campus de la Universidad de Ratisbona, en la que Benedicto XVI pronunció el discurso.

El discurso fue pronunciado el 12 de septiembre de 2006 en el Aula Magna de la Universidad de Ratisbona (Alemania), donde él fue profesor durante años. Se trató de una disertación pronunciada en alemán ante aproximadamente 1500 académicos, entre los que se incluían algunos de origen musulmán, y enfocada como unos "recuerdos y reflexiones" sobre la reflexión entre la fe, la razón y la universidad.
El discurso acerca de la relación fe y razón —tema recurrente de la teología cristiana— hizo referencia a antiguos textos hebreos y griegos y del pensamiento de la teología protestante al ateísmo contemporáneo, pero se focalizó especialmente en el cristianismo en lo que Benedicto llamó la tendencia a «excluir la cuestión de Dios» de la razón. 

## Polémica
En el diálogo citado por Benedicto XVI entre el emperador bizantino Manuel II Paleólogo y un persa culto en el invierno de 1391 y la observación hecha por Theodore Khoury (el estudioso de cuya edición de los diálogos de Manuel II Paleólogo eran citados por Benedicto XVI), se argumenta la diferencia entre la visión cristiana, como era expresada por Manuel II, de que «el no actuar responsablemente va en contra de la naturaleza de Dios» y la visión del islam como es explicada por Khoury de que Dios trasciende conceptos tales como la racionalidad y su voluntad, como establece Ibn Hazm, no va en contra de ningún principio, incluido el de la racionalidad. El papa concluye al respecto:
«La afirmación decisiva en esta argumentación contra la conversión mediante la violencia es: no actuar según la razón es contrario a la naturaleza de Dios».

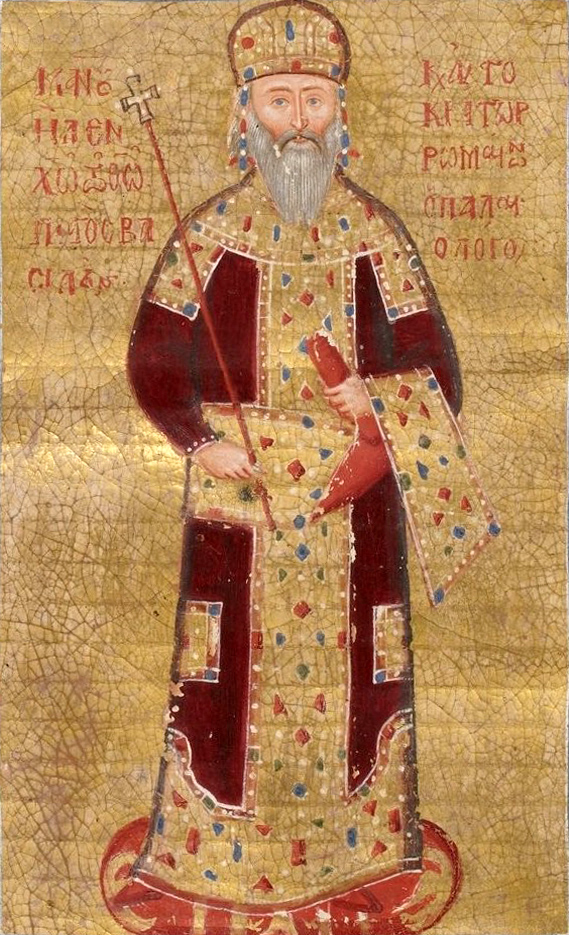
El emperador bizantino Manuel II Paleólogo, a quien el papa citó.

Como parte de su explicación de esta diferencia de visiones entre ambas religiones, Benedicto XVI se refiere a aspectos específicos del islam que Manuel II considera irracionales tales como la práctica de la conversión forzada. Especialmente Benedicto XVI —quien deja por sentado que eran las palabras de Manuel II y no las suyas—, dice: «Muéstrame también aquello que Mahoma ha traído de nuevo, y encontrarás solamente cosas malvadas e inhumanas, como su directiva de difundir por medio de la espada la fe que él predicaba».
Benedicto comparaba la antigua enseñanza islámica según la cual «no hay forzamiento en religión» con una enseñanza más reciente que permite «difundir la fe por medio de la violencia». Este último pensamiento es irracional, puesto que la conversión religiosa debe pasar por el camino de la razón. El principal punto aquí del papa Benedicto XVI fue que, en términos generales, en el cristianismo, Dios es entendido como un ser que actúa de acuerdo a la razón, mientras que en el islam, la absoluta trascendencia de Dios significa que éste «no está supeditado ni siquiera a su propia palabra» y en consecuencia, puede actuar incluso en vías distintas a la razón (como la misma autocontradicción). Al final de su discurso, Benedicto XVI dijo: «En el diálogo de las culturas invitamos a nuestros interlocutores a encontrar este gran “logos”, esta amplitud de la razón. Es la gran tarea de la universidad redescubrirlo constantemente».

### Palabras clave
A continuación, los tres párrafos que se refieren al islam en el discurso de Benedicto XVI (se han resaltado las palabras que fueron sacadas de contexto y atribuidas erróneamente al pontífice):

Recordé todo esto recientemente cuando leí la parte, publicada por el profesor Theodore Khoury (Münster), del diálogo que el docto emperador bizantino Manuel II Paleólogo, tal vez en los cuarteles de invierno del año 1391 en Ankara, mantuvo con un persa culto sobre el cristianismo y el islam, y sobre la verdad de ambos. Probablemente fue el mismo emperador quien anotó ese diálogo durante el asedio de Constantinopla entre 1394 y 1402. Así se explica que sus razonamientos se recojan con mucho más detalle que las respuestas de su interlocutor persa. El diálogo abarca todo el ámbito de las estructuras de la fe contenidas en la Biblia y en el Corán, y se detiene sobre todo en la imagen de Dios y del hombre, pero también, cada vez más y necesariamente, en la relación entre las «tres Leyes», como se decía, o «tres órdenes de vida»: Antiguo Testamento, Nuevo Testamento y Corán. No quiero hablar ahora de ello en este discurso; sólo quisiera aludir a un aspecto —más bien marginal en la estructura de todo el diálogo— que, en el contexto del tema «fe y razón», me ha fascinado y que servirá como punto de partida para mis reflexiones sobre esta materia.

En el séptimo coloquio (διάλεξις, controversia), editado por el profesor Khoury, el emperador toca el tema de la yihad, la guerra santa. Seguramente el emperador sabía que en la sura 2, 256 está escrito: «Ninguna constricción en las cosas de fe». Según dice una parte de los expertos, es probablemente una de las suras del período inicial, en el que Mahoma mismo aún no tenía poder y estaba amenazado. Pero, naturalmente, el emperador conocía también las disposiciones, desarrolladas sucesivamente y fijadas en el Corán, acerca de la guerra santa. Sin detenerse en detalles, como la diferencia de trato entre los que poseen el «Libro» y los «incrédulos», con una brusquedad que nos sorprende, brusquedad que para nosotros resulta inaceptable, se dirige a su interlocutor llanamente con la pregunta central sobre la relación entre religión y violencia en general, diciendo: «Muéstrame también lo que Mahoma ha traído de nuevo, y encontrarás solamente cosas malas e inhumanas, como su disposición de difundir por medio de la espada la fe que predicaba». El emperador, después de pronunciarse de un modo tan duro, explica luego minuciosamente las razones por las cuales la difusión de la fe mediante la violencia es algo insensato. La violencia está en contraste con la naturaleza de Dios y la naturaleza del alma. «Dios no se complace con la sangre —dice—; no actuar según la razón (συν λόγω) es contrario a la naturaleza de Dios. La fe es fruto del alma, no del cuerpo. Por tanto, quien quiere llevar a otra persona a la fe necesita la capacidad de hablar bien y de razonar correctamente, y no recurrir a la violencia ni a las amenazas... Para convencer a un alma racional no hay que recurrir al propio brazo ni a instrumentos contundentes ni a ningún otro medio con el que se pueda amenazar de muerte a una persona».

En esta argumentación contra la conversión mediante la violencia, la afirmación decisiva es: no actuar según la razón es contrario a la naturaleza de Dios. El editor, Theodore Khoury, comenta: para el emperador, como bizantino educado en la filosofía griega, esta afirmación es evidente. En cambio, para la doctrina musulmana, Dios es absolutamente trascendente. Su voluntad no está vinculada a ninguna de nuestras categorías, ni siquiera a la de la racionabilidad. En este contexto, Khoury cita una obra del conocido islamista francés R. Arnaldez, quien observa que Ibn Hazm llega a decir que Dios no estaría vinculado ni siquiera por su propia palabra y que nada le obligaría a revelarnos la verdad. Si él quisiera, el hombre debería practicar incluso la idolatría.
Benedicto XVI

### Reacciones y contrarreacciones
Dentro del mundo islámico, las declaraciones más llamativas ante el discurso fueron las realizadas por el presidente turco Erdoğan, el rey Mohamed VI de Marruecos, el ministro de exteriores pakistaní y algún otro dirigente político, que aprovecharon, al estar todos ellos sumidos en problemas internos, para intentar acercar a sus posiciones a los movimientos integristas nacionales, según el catedrático de derecho Rafael Navarro-Valls. Algo similar a lo ocurrido con los líderes religiosos, que aparentaron competir por liderazgo dentro de un islam sin jerarquía.
Las televisiones buscarían en vano, según Navarro-Valls, imágenes de grandes manifestaciones. Sin embargo, apenas hubo dos docenas de manifestantes en Estambul, una manifestación ordenada en Teherán y algo en Indonesia. No hubo protestas en Sudán, pese a ser un país de gran importancia en el mundo islámico, ni en países como Senegal, Nigeria o Malasia.
Se produjeron algunos ataques a iglesias cristianas en Palestina, que consistieron en el lanzamiento de botellas incendiarias contra los muros exteriores, sin producir daños personales. En Somalia fue asesinada una religiosa con su guardaespaldas, si bien este caso se trataría más bien de un acto radical del integrismo yihadista y no fruto de un posible sentir popular originado a consecuencia de la malinterpretación del discurso papal.
En el mundo occidental, por su parte, varias personalidades políticas defendieron la libertad de expresión del papa, entre los que se encontraban la canciller de Alemania, Angela Merkel; el presidente del Gobierno de España, José Luis Rodríguez Zapatero; o el portavoz de la Comisión Europea, Johannes Laitenberger. También se sumaron, lógicamente, los cardenales de Madrid y Nueva York junto con multitud de obispos católicos.
El Instituto de Retórica de la Universidad de Tubinga le concedió al discurso, en decisión de 18 de diciembre, el premio al mejor discurso de 2006. El jurado indicó que había sido malinterpretado intencionadamente. En época de fundamentalismos religiosos —así decía la motivación del jurado—, este discurso suponía «una determinación —muy comprometida, de gran precisión argumentativa y llena de referencias históricas— de la fe cristiana desde el espíritu griego», un discurso «magistralmente construido en su composición sinfónica y a la vez coherente».

### Respuestas de Benedicto XVI
Benedicto XVI lamentó que las palabras de Manuel II citadas en su discurso se hubiesen considerado como expresión de su propia posición personal. Invitó a los embajadores de los países árabes y musulmanes ante la Santa Sede a oír el discurso completo, llamando una vez más al diálogo entre cristianos y musulmanes. Cuando Benedicto XVI visitó Turquía, fue invitado por Ali Bardakoğlu (ministro de Asuntos Religiosos) a ver la Mezquita Azul. Dicha visita se transformó en una esperanza de reconciliación entre los musulmanes y los cristianos. La versión del discurso —tal como se ha publicado en la página oficial de la Santa Sede— contiene una nota a pie de página (incorporada más tarde), en la que el papa lamenta los malentendidos y señala que la frase de Manuel II no expresaba su valoración personal respecto al Corán.